# Lying from You
Lying from You – czwarty singel crossoverowego zespołu Linkin Park znalazł się ona na ich drugiej studyjnej płycie Meteora.
Jest to bardzo ciężki utwór z rapowanymi zwrotkami i śpiewanym/krzyczanym refrenem. Szybki riff grany przez Brada Delsona sprawia, że nagranie brzmi niemal jak solidny, ciężki metal. Tekst utworu mówi o wymyślaniu kłamstw.

## Twórcy
- Chester Bennington – wokale główne
- Mike Shinoda – keyboard, rap, sampler
- Brad Delson – gitara
- Dave „Phoenix” Farrell – gitara basowa
- Joe Hahn – turntablizm, samplery, programowanie
- Rob Bourdon – perkusja